# Мидлтаун (Мериленд)
Мидлтаун (енгл. Middletown) град је у америчкој савезној држави Мериленд.

## Демографија
По попису из 2010. године број становника је 4.136, што је 1.468 (55,0%) становника више него 2000. године.
| Група             | 2000.         | 2010.         |
| Белци             | 2.571 (96,4%) | 3.710 (89,7%) |
| Афроамериканци    | 39 (1,5%)     | 116 (2,8%)    |
| Азијати           | 9 (0,3%)      | 114 (2,8%)    |
| Хиспаноамериканци | 22 (0,8%)     | 129 (3,1%)    |
| Укупно            | 2.668         | 4.136         |